# Велоспорт на летних Олимпийских играх 1896 — групповая шоссейная гонка
Индивидуальная шоссейная гонка среди мужчин на летних Олимпийских играх 1896 прошла 12 апреля. Приняли участие семь спортсменов из трёх стран. Маршрут проходил от Афин до Марафона, и обратно

## Призёры
| Золото                          | Серебро                    | Бронза                       |
| Аристидис Константинидис Греция | Август фон Гёдрих Германия | Эдвард Баттел Великобритания |

## Соревнование
| Место | Спортсмен                      | Время      |
| ----- | ------------------------------ | ---------- |
| 1     | Аристидис Константинидис (GRE) | 3:22:31    |
| 2     | Август фон Гёдрих (GER)        | 3:42:18    |
| 3     | Эдвард Баттел (GBR)            | Неизвестно |
| 4-7   | Георгиус Аспиотис (GRE)        | Неизвестно |
| 4-7   | Милтиадес Ятру (GRE)           | Неизвестно |
| 4-7   | Константинос Константину (GRE) | Неизвестно |
| 4-7   | Георгиус Параскевопулос (GRE)  | Неизвестно |

Гонка началась у отметки первого километра от Афин до Марафона. Доехав до города, велосипедисты должны были подписаться на специальном пергаменте возле проверяющего. Обратно, спортсмены возвращались по той же дороге, однако должны были доехать до велодрома «Нео Фалирон». Вся длина пути составляла 87 километров.
Гонка началась в 12:00. Первым до Марафона доехал Аристидис Константинидис, он прибыл туда в 13:15. Через некоторое время появился Август фон Гёдрих. На обратной дороге Константинидис несколько раз упал, сломав первый раз велосипед, однако он его тут же заменил, и это не помешало ему прийти первым. Вторым, через 20 минут финишировал Гёдрих. Эдвард Баттел также падал во время гонки, и из-за этого он получил третье место.